# Prototheca
Prototheca ist eine Gattung von Algen. Sie bildet kugelförmige bis ellipsoide, einzeln vorliegende Zellen und weist kein Chlorophyll auf. Die Gattung wurde erstmals 1894 beschrieben. Einige ihrer Arten spielen eine klinische Rolle als Erreger der Protothekose bei verschiedenen Wirbeltieren.

## Beschreibung und Lebensweise
Prototheken sind einzellige Algen, rund bis ellipsoid, mit einem Durchmesser von 5 bis 40 µm. Sie sind eng mit der Gattung Chlorella verwandt und haben sich vermutlich evolutionär aus dieser entwickelt. Ihre Zellwand ist glatt; in ihr lassen sich elektronenmikroskopisch  eine Innenschicht aus Polysacchariden und eine dreilagige äußere Schicht unterscheiden. Die Zellen enthalten keine Chloroplasten, können somit auch keine Photosynthese betreiben, und speichern Energie in Form von Stärke. Die Fortpflanzung geschieht ungeschlechtlich durch Sporen, die in den Zellen gebildet und durch Aufplatzen der Zellwand freigesetzt werden. Eine geschlechtliche Fortpflanzung wurde bisher nicht beobachtet.
Prototheken sind weltweit verbreitet, von der gemäßigten Zone bis in die Tropen, können sowohl Süß- als auch Salzwasser besiedeln und wurden daneben auch aus Böden, aus vielzelligen Pflanzen sowie aus Menschen und anderen Tieren isoliert. In seltenen Fällen können einige Arten aus der Gattung dabei die Krankheit Protothekose auslösen; sie sind damit die einzigen bekannten Algen, welche bei Wirbeltieren eine Infektion auslösen können.

## Geschichte
Prototheca wurden erstmals 1894 von Wilhelm Krüger aus dem Saft krankhaft veränderter Ulmen und Linden isoliert und als Prototheca zopfii und Prototheca moriformis (heute ebenfalls zu Prototheca zopfii gestellt) beschrieben. Krüger betrachtete die Organismen damals als Pilze. 1913 wurden sie von Robert Chodat als Algen klassifiziert, da sie ihre Endosporen in derselben Weise wie die Algen der Gattung Chlorella bilden. Diese Einteilung hatte bis 1957 Bestand, als R. Ciferri die Prototheca-Arten als Hefen der Klasse Saccharomycetes zuwies. Durch den ultrastrukturellen Nachweis degenerierter Plastiden konnten die Prototheca-Arten seit Mitte der 1970er Jahre allerdings eindeutig als Algen identifiziert werden.

## Arten
Neueste wissenschaftliche Studien legen die Existenz von sechs Arten nahe:
- Prototheca blaschkeae Roesler et al.
- Prototheca cutis Satoh et al.
- Prototheca miyajii Matsuda et al.
- Prototheca stagnora Pore
- Prototheca ulmea Pore
- Prototheca wickerhamii Tubaki & Soneda
- Prototheca zopfii W. Krueger

Prototheca wickerhamii ist der häufigste Erreger der Protothekose beim Menschen. Sowohl Prototheca wickerhamii als auch Prototheca zopfii können Infektionen bei verschiedenen anderen Säugetier-Arten verursachen.